# Patrick Gressnich
Patrick Gressnich (* 13. November 1984) ist ein Luxemburger Radrennfahrer.
Patrick Gressnich wurde 2003 Luxemburger Vizemeister im Straßenrennen der U23-Klasse hinter Ronny Kremer. In der Saison 2005 gewann er den U23-Titel in der Hauptstadt und ein Jahr später wurde er wieder Zweiter, diesmal hinter Ben Gastauer. 2008 wurde Gressnich unter anderem Dritter beim Grand Prix Théo Mulheims. Im nächsten Jahr fuhr er zu Beginn der Saison für den UC Dippach und wurde Fünfter beim Grossen Silber-Pils Preis. Von Juli 2009 bis Ende 2010 fuhr Gressnich für das Luxemburger Continental Team Differdange.

## Erfolge
2005
- Luxemburger Meister – Straßenrennen (U23)

## Teams
- 2009 Continental Team Differdange (ab 01.07.)
- 2010 Continental Team Differdange